# Percòfids

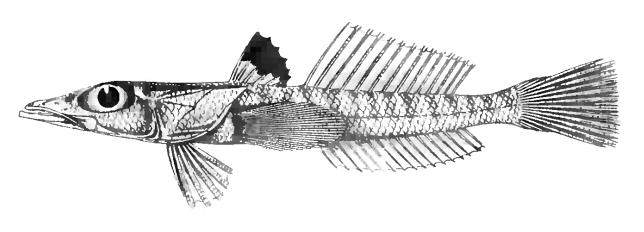
Bembrops platyrhynchus (il·lustració del 1898)

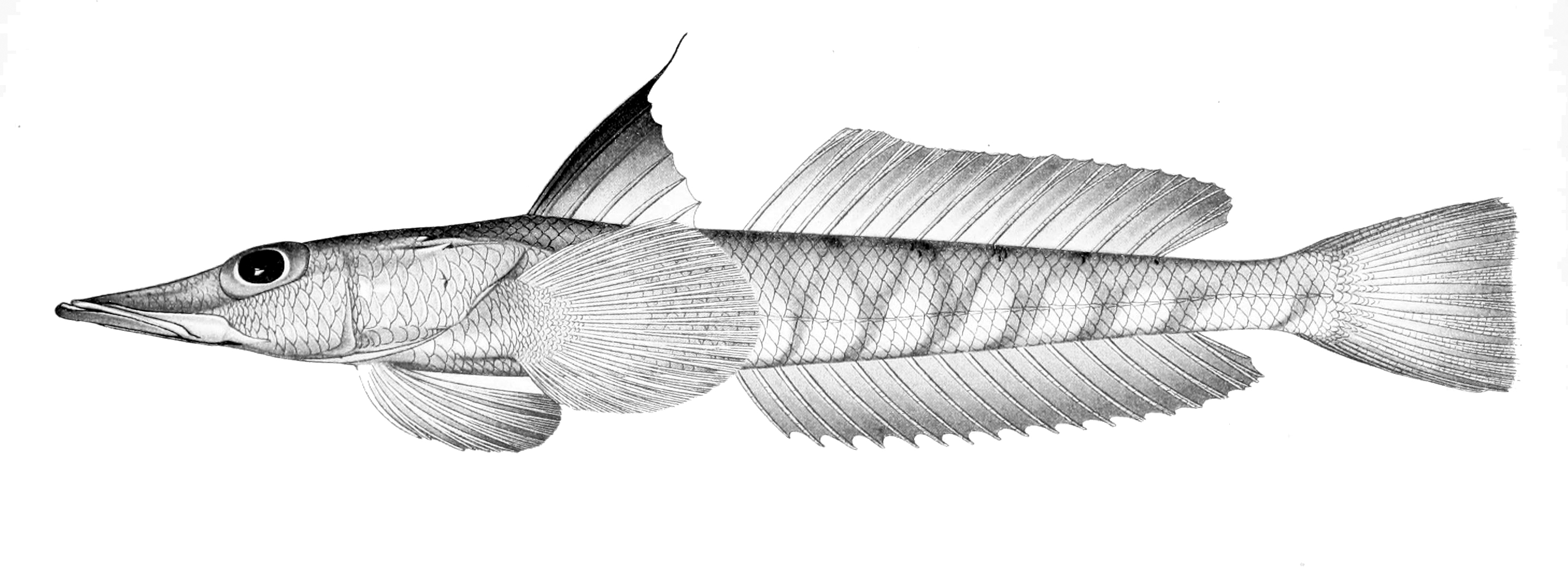
Bembrops filifera (il·lustració del 1905)

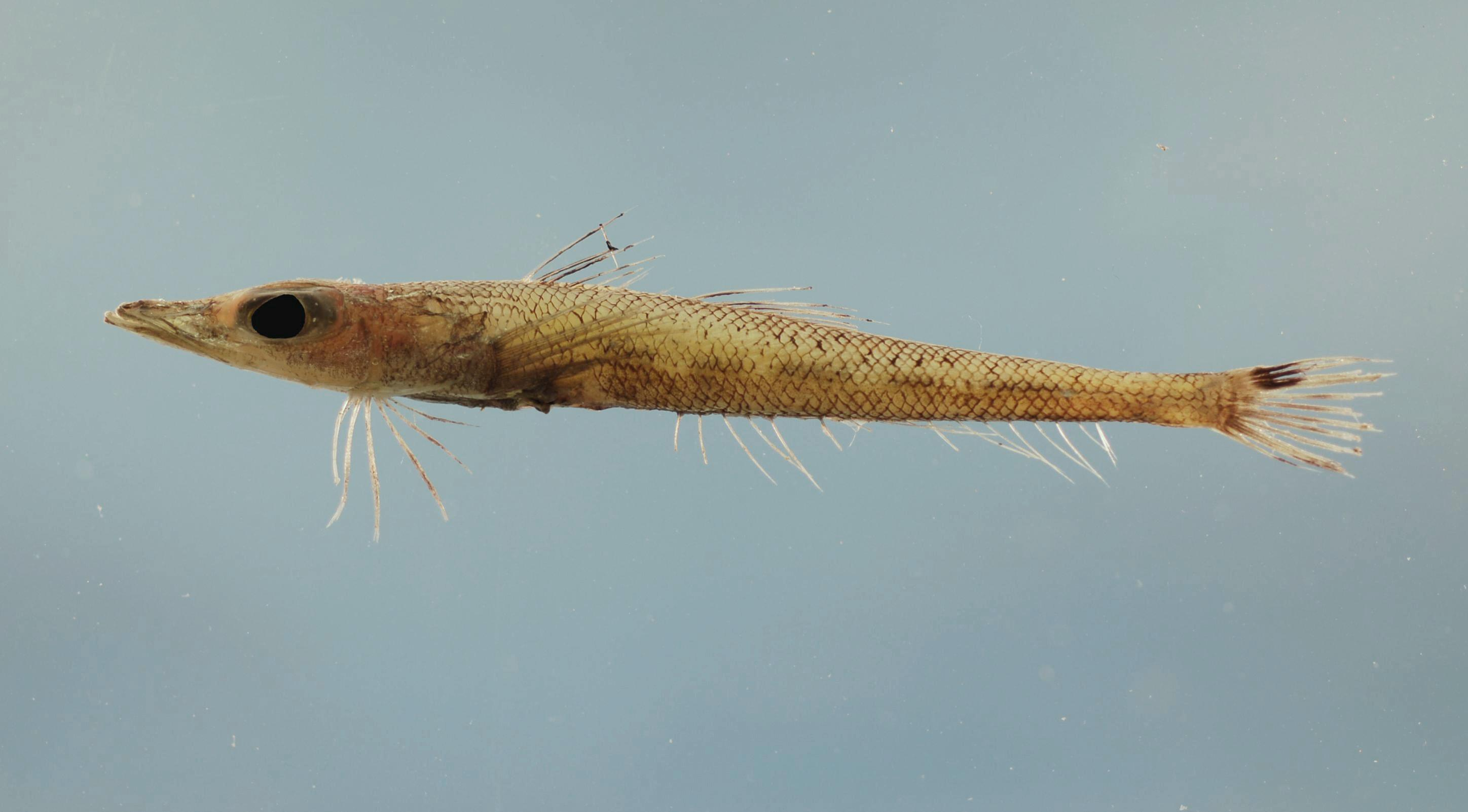
Bembrops gobioides

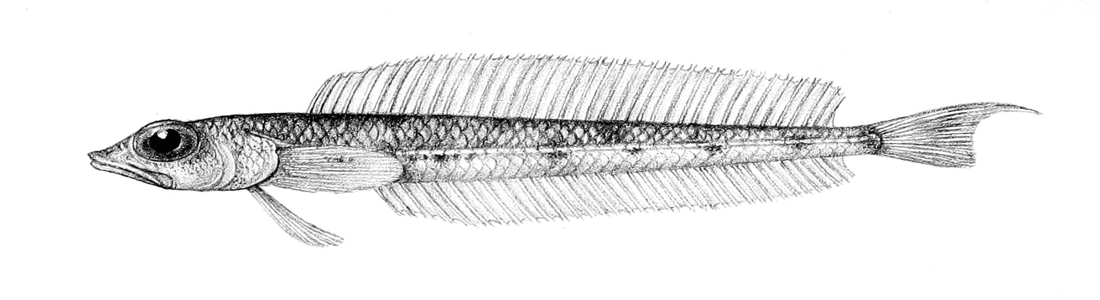
Hemerocoetes macrophthalmus (il·lustració del 1914)

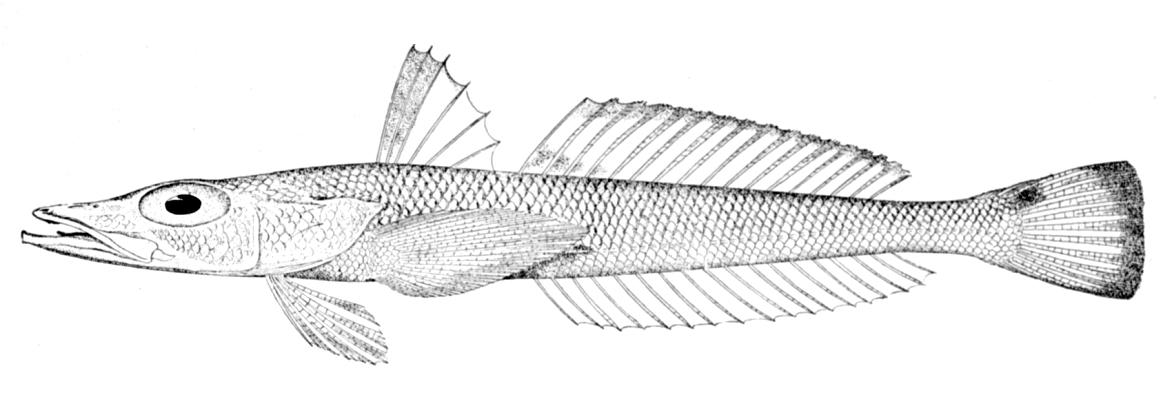
Bembrops gobioides

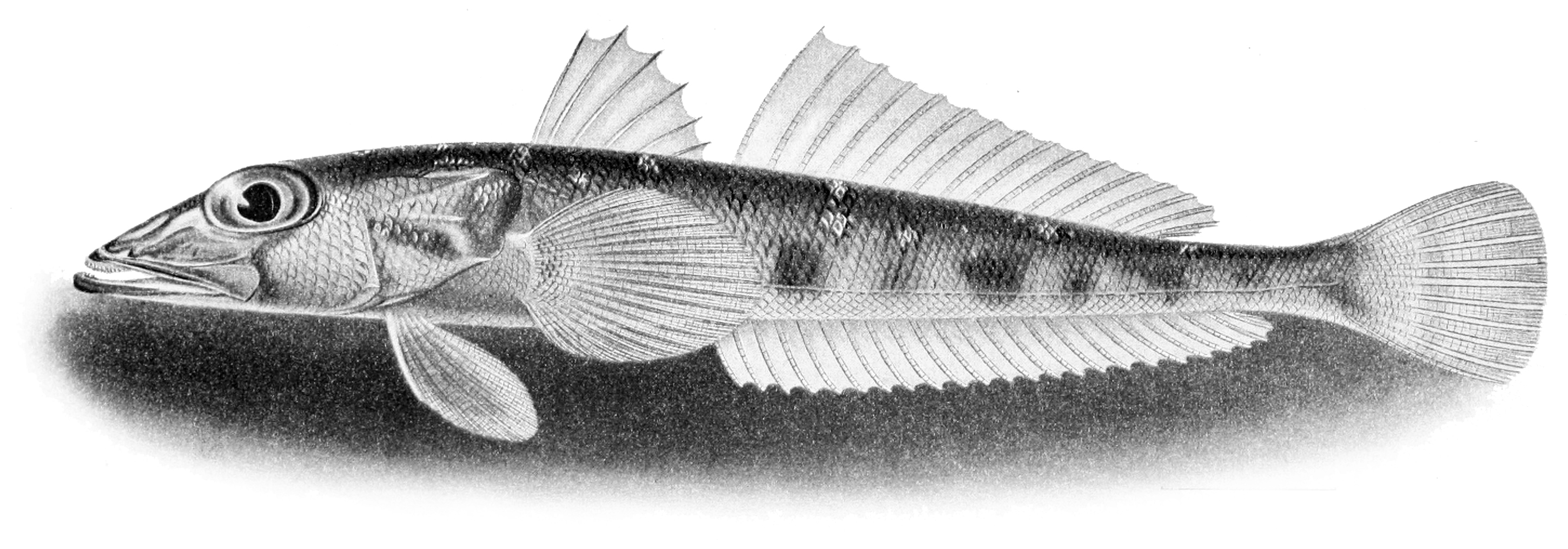
Chrionema chryseres (il·lustració del 1905)

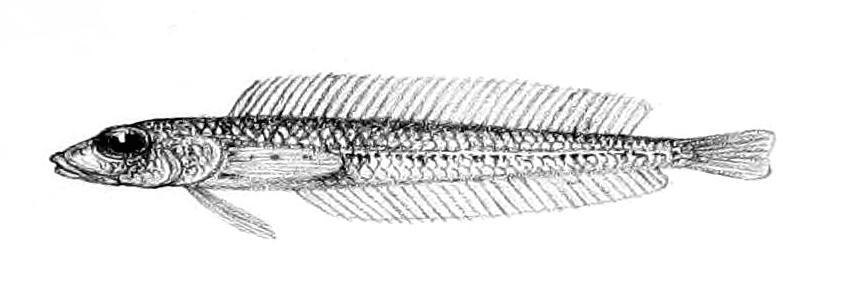
Hemerocoetes pauciradiatus (il·lustració del 1914)

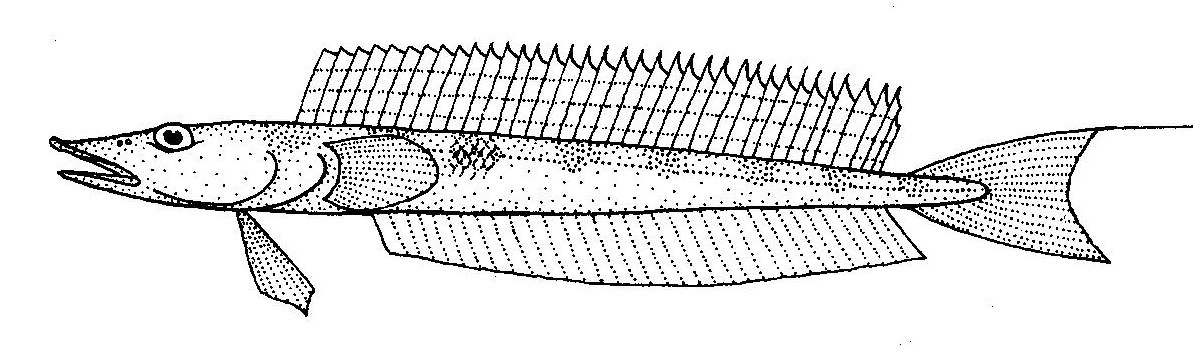
Hemerocoetes monopterygius

Els percòfids (Percophidae) constitueixen una família de peixos marins pertanyent a l'ordre dels perciformes.

## Etimologia
Del grec perke (perca) i ophis (serp).

## Descripció
Cos allargat, subcilíndric i comprimit posteriorment. Cap deprimit i, generalment, amb els ulls grans i l'amplada interorbitària petita. Boca terminal, gran i proveïda de dents fines en totes dues mandíbules, presents en el vòmer i els palatins (tot i que hi poden mancar). Escates, a sobre de la línia lateral, ctenoides; diminutes i esteses al llarg dels radis caudals. Les corresponents a la línia lateral poden ésser trilobulades o carenades. De sis a set radis branquiòstegs; membranes separades. Dues aletes dorsals separades (la primera absent en Hemerocoetes) amb 6-9 espines i de 13 a 31 radis tous. Aleta anal amb espina anterior o sense, de 15 a 42 radis tous i similar a la part tova dorsal. Aletes pelvianes àmpliament separades i amb 1 espina i 5 radis tous. Absència d'espines a les aletes dorsals i, si n'hi ha, es troben separades de la part tova. Aleta caudal truncada i amb 10-13 radis ramificats.

## Hàbitat i distribució geogràfica
Són peixos marins, els quals es troben a l'Atlàntic, la conca Indo-Pacífica i el Pacífic sud-oriental.

## Gèneres i espècies
- Acanthaphritis (Günther, 1880)[8]
  - Acanthaphritis barbata (Okamura & Kishida, 1963)[9]
  - Acanthaphritis grandisquamis (Günther, 1880)[8]
  - Acanthaphritis ozawai (McKay, 1971)[10]
  - Acanthaphritis unoorum (Suzuki & Nakabo, 1996)[11]
- Bembrops (Steindachner, 1876)[12][13]
  - Bembrops anatirostris (Ginsburg, 1955)[14]
  - Bembrops cadenati (Das & Nelson, 1996)[15]
  - Bembrops caudimacula (Steindachner, 1876)[12]
  - Bembrops curvatura (Okada & Suzuki, 1952)[16]
  - Bembrops filiferus (Gilbert, 1905)[17]
  - Bembrops gobioides (Goode, 1880)[18]
  - Bembrops greyi (Poll, 1959)[19]
  - Bembrops heterurus (Miranda-Ribeiro, 1903)[20]
  - Bembrops macromma (Ginsburg, 1955)[14]
  - Bembrops magnisquamis (Ginsburg, 1955)[14]
  - Bembrops morelandi (Nelson, 1978)[21]
  - Bembrops nelsoni (Thompson & Suttkus, 2002)[22]
  - Bembrops nematopterus (Norman, 1939)[23]
  - Bembrops ocellatus (Thompson & Suttkus, 1998)[24]
  - Bembrops platyrhynchus (Alcock, 1894)[25]
  - Bembrops quadrisella (Thompson & Suttkus, 1998)[24]
  - Bembrops raneyi (Thompson & Suttkus, 1998)[24]
- Chrionema (Gilbert, 1905)[26]
  - Chrionema chlorotaenia (McKay, 1971)[10]
  - Chrionema chryseres (Gilbert, 1905)[17]
  - Chrionema furunoi (Okamura & Yamachi, 1982)[27]
  - Chrionema pallidum (Parin, 1990)[28]
  - Chrionema squamentum (Ginsburg, 1955)[14]
  - Chrionema squamiceps (Gilbert, 1905)[17]
- Dactylopsaron (Parin, 1990)[28]
  - Dactylopsaron dimorphicum (Parin & Belyanina, 1990)[28][29]
- Enigmapercis (Whitley, 1936)[30]
  - Enigmapercis acutirostris (Parin, 1990)[28]
  - Enigmapercis reducta (Whitley, 1936)[30]
- Hemerocoetes (Valenciennes, 1837)[31]
  - Hemerocoetes artus (Nelson, 1979)[32]
  - Hemerocoetes macrophthalmus (Regan, 1914)[33]
  - Hemerocoetes monopterygius (Schneider, 1801)[34]
  - Hemerocoetes morelandi (Nelson, 1979)[32]
  - Hemerocoetes pauciradiatus (Regan, 1914)[33]
- Matsubaraea (Taki, 1953)[35]
  - Matsubaraea fusiforme (Fowler, 1943)[36]
- Osopsaron (Jordan & Starks, 1904)[37]
  - Osopsaron formosensis (Kao & Shen, 1985)[38][39]
  - Osopsaron karlik (Parin, 1985)[40]
  - Osopsaron verecundum (Jordan & Snyder, 1902)[41]
- Percophis (Quoy & Gaimard, 1825)[42]
  - Percophis brasiliensis (Quoy & Gaimard, 1825)[42]
- Pteropsaron (Jordan & Snyder, 1902)[41]
  - Pteropsaron evolans (Jordan & Snyder, 1902)[41][43]
  - Pteropsaron heemstrai (Nelson, 1982)[44]
  - Pteropsaron incisum (Gilbert, 1905)[17]
  - Pteropsaron natalensis (Nelson, 1981)[44]
  - Pteropsaron neocaledonicus (Fourmanoir & Rivaton, 1979)[45]
  - Pteropsaron springeri (Smith & Johnson, 2007)[46]
- Squamicreedia (Rendahl, 1921)[47]
  - Squamicreedia obtusa (Rendahl, 1921)[47]
- Krebsiella †
- Waitakia †[48][49][50][51][52][53]

## Estat de conservació
Només Enigmapercis acutirostris i Hemerocoetes monopterygius apareixen a la Llista Vermella de la UICN.

## Observacions
Cap de les seues espècies forma part del comerç de peixos ornamentals.